# Вировская сельская община
Вировская сельская община (укр. Вирівська сільська громада) — территориальная община в Сарненском районе Ровненской области Украины.
Административный центр — село Виры.
Население составляет 12722 человека. Площадь — 386,7 км².
В соответствии с распоряжением Кабинета Министров Украины от 12 июня 2020 года, в состав общины вошла территория Вировского, Каменно-Случанского, Селищенского и Чудельского сельских советов Сарненского района.

## Населённые пункты
В состав общины входит 11 сёл:
- Виры
  - Алексеевка
  - Гранитное
  - Фёдоровка
- Каменно-Случанский старостинский округ:
  - Каменно-Случанское
- Селищенский старостинский округ:
  - Селище
  - Чабель
  - Ясногорка
- Чудельский старостинский округ:
  - Дубняки
  - Заровье
  - Чудель